# Litosole
Litosole, gleby inicjalne skaliste bezwęglanowe – podtyp gleby w systematyce gleb opracowanej w 2011 r. dla obszaru Polski przez Polskie Towarzystwo Gleboznawcze. Gleby te należą do rzędu gleby inicjalne, typu gleby inicjalne skaliste. 
Do litosoli zaliczane są płytkie gleby powstałe z różnych niewapiennych skał masywnych, gdzie poziom próchniczny lub organiczny nie przekracza 10 cm. 
Posiadają budowę profilu (A)C-R, AC-R, OC-R lub O-R, gdzie 
- O - poziom organiczny
- A - poziom próchniczny
- C - okruchy skalne, zwietrzelina
- R - lita skała

Gleby te występują głównie na terenach górskich i wyżynnych, tam gdzie lita skała została odsłonięta przez erozję. Wykazują różny stopień zakwaszenia, zależnie od rodzaju skały i położenia nad poziomem morza. Stanowią one stadium przejściowe między skałą, a glebą. Pod względem bonitacyjnym zaliczane są do nieużytków rolniczych.
W poprzednich, już nieobowiązujących, wersjach systematyki gleb Polski PTG, a także w niektórych innych (klasyfikacja gleb leśnych Polski) litosole miały kategorię typu gleby. 
W do niedawna obowiązującej systematyce gleb Polski PTG z 1989 r. typ gleby: gleby inicjalne skaliste (litosole) dzielił się na dwa podtypy:
- gleby inicjalne skaliste erozyjne - w Polsce występują głównie w górach i na wyżynach gdzie skała została odsłonięta przez erozję oraz na kamienistym rumoszu (znaczne obszary w wyższych partiach Tatr i Sudetów). W najwcześniejszym stadium swego rozwoju porośnięte są roślinnością naskalną, oraz murawową. W późniejszym etapie wkracza na nie roślinność drzewiasta, w górach głównie świerk i kosodrzewina. Ich ewolucja następuje stosunkowo szybko.
- gleby inicjalne skaliste poligonalne (strukturowe) - w Polsce występują bardzo rzadko, wyłącznie w górach powyżej regla górnego np. w okolicach Śnieżki. Ich rozwój bardzo silnie uwarunkowany jest warunkami klimatycznymi. Przez większą część roku pokrywa je śnieg, rozmarzają jedynie późną wiosną i w lecie. Poddawane są często procesom zamarzania i rozmarzania co prowadzi do segregacji mrozowej tworzącego je materiału. Powstają tzw. struktury poligonalne, czyli geometryczne formy (wieloboki, pierścienie) o średnicy od 0,2 do 10 m, których obrzeżenia utworzone są przez grubszy materiał - kamienie, a wnętrze wypełnia materiał drobniejszy. Porasta je skąpa roślinność głównie mchy zasiedlające szczeliny i obniżenia terenu. Ewolucja tych gleb następuje bardzo wolno.